# ヴァルモントーネ
ヴァルモントーネ（伊: Valmontone）は、イタリア共和国ラツィオ州ローマ県にある、人口約16,000人の基礎自治体（コムーネ）。

## 地理

### 位置・広がり
ローマ県南東部のコムーネ。

#### 隣接コムーネ
隣接するコムーネは以下の通り。
- アルテーナ
- カーヴェ
- コッレフェッロ
- ジェナッツァーノ
- ラビーコ
- パレストリーナ

### 気候分類・地震分類
ヴァルモントーネにおけるイタリアの気候分類 (it) および度日は、zona D, 1715 GGである。
また、イタリアの地震リスク階級 (it) では、zona 2B (sismicità media) に分類される。

## 行政

### 分離集落
ヴァルモントーネには、以下の分離集落（フラツィオーネ）がある。
- Colle Belvedere, Colle San Giudico, Colle Vallerano, Cruci, Valle Pera